# Pipeline (chanson)
Pour les articles homonymes, voir Pipeline.
Clip vidéo
[vidéo] « The Chantays - Pipeline (TV 1963) », sur YouTube
[vidéo] « The Chantays - Pipeline - film Back to the Beach (1987) », sur YouTube
Pipeline (tube de surf, en anglais) est une chanson instrumentale pop rock-surf music-rock 'n' roll américaine de 1962, du groupe de surfeurs californien The Chantays, de leur 1er album Pipeline, de 1963 (plus important tube international et succès de leur carrière).

## Histoire
Cinq copains étudiants de l'université Santa Ana High School (en) de Santa Ana en Californie forment leur groupe The Chantays en 1961, avec ce premier tube. Après l'avoir nommé Liberty's Whip à l'origine, d’après le film L'Homme qui tua Liberty Valance, de John Ford, avec John Wayne, en 1962, les membres du groupe le renomme « pipeline » après avoir vu le célèbre spot de surf Banzai Pipeline d'Hawaï dans un film documentaire de surf, en pleine vague de surf music californienne de la surf culture internationale des années 1960. Enregistré en décembre 1962 chez Downey Records (en) en Californie, le titre atteint rapidement la 4e place du Billboard Hot 100 américain 1963, et 16e du UK Singles Chart au Royaume-Uni...
Reconnue par le Rock and Roll Hall of Fame comme l'une des « 500 chansons qui ont façonné le rock 'n' roll »,, ce titre est enregistré avec un paysage sonore à base de mixage stéréo de guitare électrique solo et piano électrique au centre, de guitare rythmique à gauche, et de guitare basse (basse d'Alberti) et batterie à droite. 
Le groupe enregistre une nouvelle version acoustique de leur chanson « Pipeline Unplugged » pour leur album Waiting for the Tide de 1997,.

## Groupe

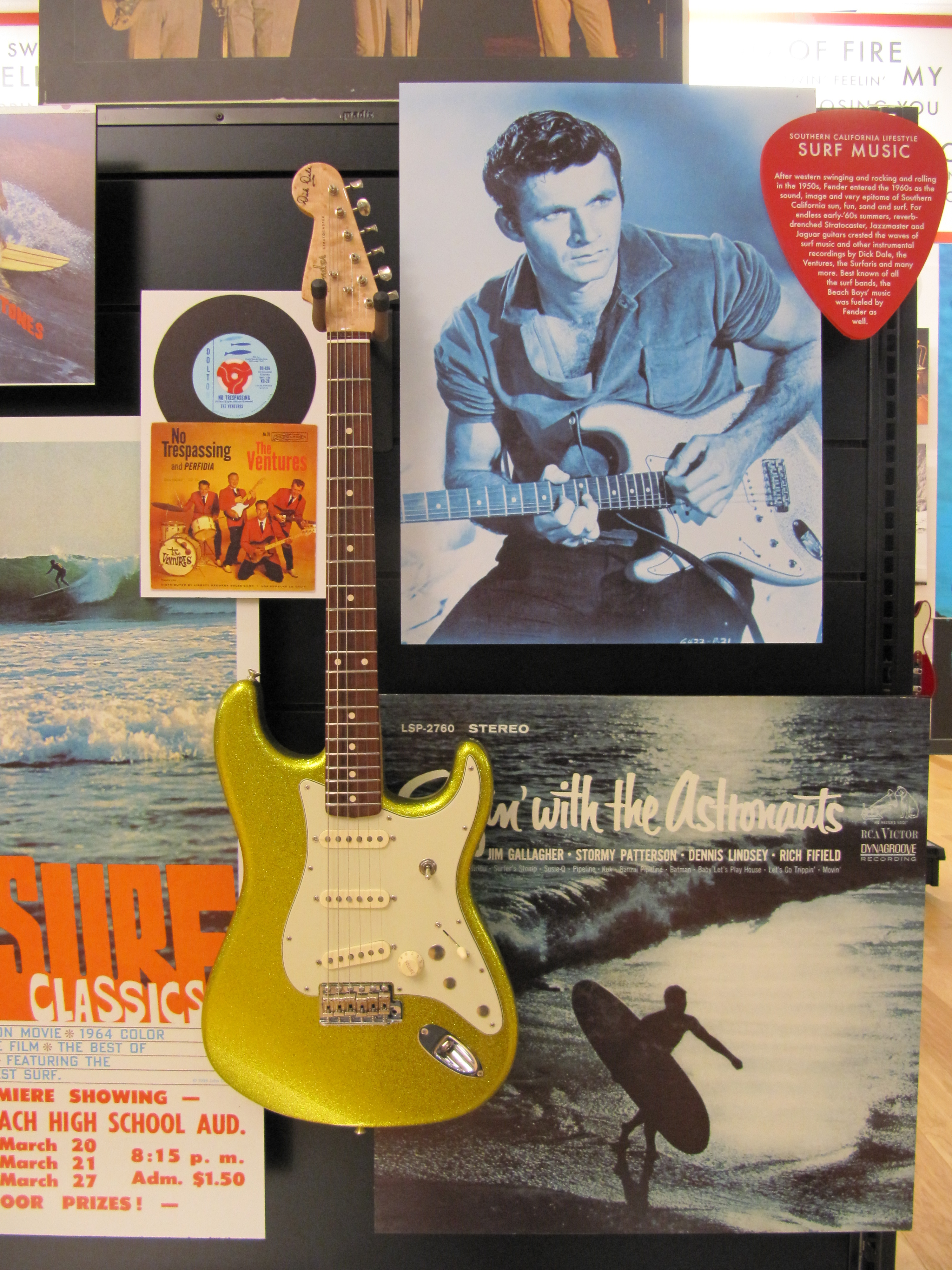
Dick Dale et sa guitare électrique Fender Stratocaster, au Fender Guitar Factory museum de Corona en Californie

- Bob Spicard : guitare solo
- Brian Carman : guitare slide
- Warren Waters : guitare basse
- Rob Marshall : piano électrique
- Bob Welch : batterie

## Reprises
Ce tube est repris par de nombreux interprètes, dont The Eagles, The Ventures (1965), et Dick Dale avec Stevie Ray Vaughan et Jimmie Vaughan (pour le film Back to the Beach (en), de Lyndall Hobbs (en) de 1987, nommé pour le Grammy Awards de la meilleure performance de rock instrumental 1988,)...

## Au cinéma
- 1979 : American Graffiti, la suite, de Bill L. Norton.
- 1986 : Club Paradis, d'Harold Ramis.
- 1987 : Back to the Beach (en), de Lyndall Hobbs (en), avec Dick Dale.